# لا فيولنسا
لا فيولنسا أو العنف (بالإسبانية: La Violencia) هي حرب أهلية استمرت لعشر سنوات في كولومبيا بين عامي 1948 و1958، طرفا الحرب هما حزب المحافظين الكولومبي والحزب الليبرالي الكولومبي، ودارت رحاها بشكل أساسي في المناطق الريفية.
بدأت لا فيولنسا بسبب الاغتيال الذي وقع في 9 أبريل 1948 للسياسي الشعبي خورخي إلييثير غايتان مرشح الحزب الليبرالي لانتخابات الرئاسة التي كان محدد لها توقيت نوفمبر 1949. أثار اغتياله أعمال شغب في بوغوتازو استمرت لمدة عشر ساعات وقُتل فيها حوالي 5000 شخص. يقترح مؤرخ آخر أنها بدأت بعودة المحافظين إلى السلطة بعد انتخابات 1946. شجعت شرطة المدن الريفية والزعماء السياسيون الفلاحين الداعمين للمحافظين على الاستيلاء على الأراضي الزراعية للفلاحين الداعمين لليبراليين، وهو ما أثار عنف بين الفلاحين وبعضهم في جميع أنحاء كولومبيا.
يقدر عدد القتلى في لا فيولنسا بحوالي 200 ألف شخص على الأقل.

## التطور

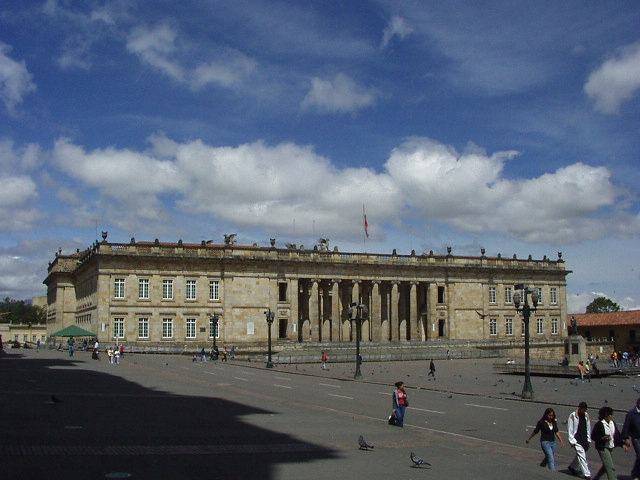
كابيتوليو ناسيونال بجمهورية كولومبيا، بوغوتا، كولومبيا. ساحة بوليفار. يوجد مجلس الشيوخ ومجلس النواب هناك.

وقعت لا فيولنسا بين القوات شبه العسكرية التابعة للحزب الليبرالي الكولومبي وحزب المحافظين الكولومبي، والتي كانت في شكل مجموعات مسلحة للدفاع عن النفس ووحدات عسكرية متخصصة في حرب العصابات. كما قاتل كلاهما أيضًا ضد القوات شبه العسكرية للحزب الشيوعي الكولومبي.
تسبب الصراع في ترك ملايين الناس لمنازلهم وممتلكاتهم. فشلت وسائل الإعلام والخدمات الإخبارية في تغطية الأحداث بدقة خوفًا من الهجمات الانتقامية. منع انعدام الأمن العام والسلطة المدنية الضحايا من توجيه تهم ضد الجناة. تندر الأدلة الموثقة لهذه السنوات ولم يجمعها أحد حتى الآن.
كان أغلب السكان في ذلك الوقت كاثوليك. تفيد تقارير صحفية بأن سلطات الكنيسة الكاثوليكية دعمت حزب المحافظين خلال النزاع. واتُهم العديد من الكهنة بالتشجيع العلني على قتل المعارضين سياسيًا خلال القداس الكاثوليكي، مثل مطران مدينة سانتا روزا دي أوسوس ميغيل أنخيل بويلز ولكن لم يُثبت هذا أبدًا. لم تُقدّم أي تهم رسمية على الإطلاق ولم يتم يُدلَ بأي بيانات رسمية من قبل الكرسي الرسولي أو مجلس الأساقفة. سُردت هذه الأحداث في الكتاب المنشور عام 1950 «ما لا تغفره السماء» الذي كتبه الأب فيديل بلاندون بيريو سكرتير بويلز. كما سرد إدواردو كاباليرو كالديرون هذه الأحداث في كتابه عام 1952 «المسيح المعكوس». استقال بلاندون من منصبه بعد إصدار كتابه وأصدر هوية مزورة باسم أنطونيو غوتيريز. ومع ذلك، تم تحديد هويته في النهاية ووُجهت تهم إليه ثم حوكم لاحقًا بتهمة التشهير من قبل حزب المحافظين.
نتيجة للا فيولنسا، لم يكن هناك مرشح ليبرالي لانتخابات الرئاسة، أو الكونغرس، أو أي مؤسسات عامة في انتخابات 1950. اتُهمت الصحافة الحكومة بتنفيذ مذابح ضد المعارضة. شاعت الرقابة وحوادث الانتقام ضد الصحفيين، والكتاب، ومديري الخدمات الإخبارية. ونتيجة لذلك هرب العديد من الشخصيات الإعلامية خارج البلاد. إذ فر خورخي زالاميا مدير مجلة كريتيكا إلى بوينس آيرس، لويس فيداليس إلى تشيلي، أنطونيو غارسيا إلى لاباز، وجيراردو مولينا إلى باريس.

## التسلسل الزمني

### قبل عام 1946
منذ العشرينيات من القرن الماضي عندما كان المحافظون يسيطرون على الحكومة، وحتى في الثلاثينيات عندما استعاد الليبراليون السيطرة على الحكومة، كانت هناك اشتباكات عنيفة بين المزارعين وملاك الأراضي، وكذلك بين العمال وملاك المصانع. وبرغم ذلك كان عدد الوفيات السنوية أقل بكثير من تقديرات الوفيات في لا فيولنسيا.

### 1946-1947
فاز ماريانو أوسبينا بيريز من حزب المحافظين بالرئاسة في انتخابات 1946، ويرجع ذلك إلى حد كبير إلى أن الأصوات الليبرالية انقسمت بين مرشحين ليبراليين. يعتبر البعض أن لا فيولنسا بدأت في هذه المرحلة لأن حكومة المحافظين بدأت في زيادة رد الفعل العنيف ضد الاحتجاجات الليبرالية والجماعات المتمردة الصغيرة. كان هناك ما يقدر بنحو 14000 حالة وفاة في عام 1947 بسبب هذا العنف.

### 1948
اغتيل خورخي إليزيه غايتان قائد الحزب الليبرالي في الشارع في بوغوتا في 9 أبريل 1948 عبر ثلاث رصاصات أطلقت من مسدس خوان روا سييرا. كان جيتان مرشحًا ذا شعبية وكان من المحتمل أن يكون هو الفائز في انتخابات 1950. تسبب هذا في بدأ مظاهرات البوغوتازو عندما قام الحشد الغاضب بضرب روا سييرا حتى الموت وتوجهوا إلى القصر الرئاسي بنية قتل الرئيس أوسبينا بيريز. أثار مقتل غايتان وما تلاه من أعمال شغب لاحقة انتفاضات شعبية أخرى في جميع أنحاء البلاد. بسبب الطبيعة الليبرالية لهذه الثورات، فإن الشرطة والجيش الذين كانوا محايدين إلى حد كبير من قبل، إما انشقوا أو انضموا إلى حكومة المحافظين.

### 1949-1953
عمل القادة الليبراليون في كولومبيا في البداية مع حكومة المحافظين لوقف الانتفاضات والتخلص من الشيوعيين. استقال الزعماء الليبراليون من مناصبهم داخل إدارة أوسبينا بيريز في مايو من عام 1949 بسبب الاضطهاد واسع النطاق لليبراليين في جميع أرجاء البلاد. في محاولة لإنهاء لا فيولنسا، بدأ الليبراليون الذين كانوا مسيطرين على مجلس النواب في إجراءات عزل الرئيس أوسبينا بيريز في 9 نوفمبر 1949. حل أوسبينا بيريز مجلس النواب ردًا على ذلك خالقًا ديكتاتورية محافظة. قرر الحزب الليبرالي القيام بانقلاب عسكري نتيجة لذلك، وتم التخطيط له في 25 نوفمبر 1949. ولكن قرر العديد من أعضاء الحزب أنها ليست فكرة جيدة وألغوها. لم يتم إخطار أحد المتآمرين وهو النقيب في سلاح الجو ألفريدو سيلفا الذي كان في مدينة فيلافيسينسيو بقرار التخلي عن الخطة ومضى في تنفيذها بالفعل. إذ احتشد بقواته حول حامية فيلافيسينسيو ثم نزع سلاح الشرطة وسيطر على المدينة. حث سيلفا الآخرين في المنطقة على الانضمام إلى التمرد، واستولى إليسيو فيلاسكيز زعيم عصابات الفلاحين على بويرتو لوبيز في 1 ديسمبر 1949، بالإضافة إلى قرى أخرى في منطقة نهر ميتا. قُبض على سيلفا في هذا الوقت من قبل قوات أتت من بوغوتا بهدف استعادة السيطرة على فيلافيسينسيو.
انتُخب لوريانو غوميز رئيسًا لكولومبيا في عام 1950، لكنها كانت انتخابات مُتلاعب بها إلى حد كبير وأدت إلى أن يصبح غوميز الديكتاتور المحافظ الجديد.
ترأس فيلاسكيز القوات في السهول الشرقية بعد اختفاء ألفريدو سيلفا، والتي شملت سبع مناطق متمردة بها مئات من مقاتلي العصابات المعروفين باسم «رعاة البقر» بحلول أبريل من عام 1950. عانى فيلاسكيز من عقدة الاستعلاء أثناء قيادته للقوات، ما أدى إلى ارتكابه انتهاكات من ضمنها تشويه جثث القتلى. من دون أسلحة كافية، تكبدت القوات الليبرالية خسائر كبيرة خلال الهجوم الرئيسي الأول لجيش المحافظين وفقدوا الثقة في فيلاسكيز. سيطر الزعماء الشعبويون الجدد على مجموعات مختلفة من المتمردين، وفي نهاية الآخر أجمعوا على فرض ضريبة قيمتها 10 ٪ على ملاك الأراضي الأثرياء في المنطقة. خلقت هذه الضريبة انقسامات في الليبراليين الأثرياء واستعملتهم الحكومة المحافظة لتجنيد عصابات مضادة. ثم قام جيش المحافظين بزيادة هجماته الهجومية؛ إذ ارتكب فظائع مستمرة بدءًا بإحراق قرى بأكملها، وذبح الحيوانات، وذبح المتمردين المشتبه بهم، وانتهاءً بفرض حصار على المنطقة. تمكن المتمردون من محاربة الهجوم عن طريق هجمات صغيرة وسرية للاستيلاء على مواقع جديدة وإمدادات. بحلول يونيو 1951، وافقت الحكومة على هدنة مع قوات عصابات المتمردين ورفعوا الحصار مؤقتًا.
أُرسلت وحدات أكبر للجيش إلى السهول الشرقية لإنهاء التمرد الليبرالي بعد بضعة أشهر من الهدنة، لكنها لم تنتهِ بنجاح. أدركت القيادة الليبرالية في بوغوتا في هذا الوقت أن المحافظين لن يتخلوا عن السلطة في أي وقت قريب، وأرادوا تنظيم ثورة وطنية. قام ألفونسو لوبيز بوماريجو الرئيس الكولومبي السابق وزعيم الحزب الليبرالي بزيارات إلى السهول الشرقية لتجديد تحالفه مع «رعاة البقر» في ديسمبر من عام 1951 ويناير 1952. عند عودة لوبيز بوماريجو إلى بوغوتا، أصدر تصريحات تفيد بأن المقاتلين لم يكونوا مجرمين بل كانوا يقاتلون من أجل الحرية، واستجابةً لذلك أغلقت ديكتاتورية المحافظين الصحف وفرضت رقابة صارمة. مر عام 1952 بمناوشات صغيرة فقط ودون قائد للعصابات المنظمة، ولكن بحلول يونيو من عام 1953 تولى غوادالوبي سالسيدو القيادة.
تشكلت مجموعات متمردة مختلفة في أجزاء أخرى من كولومبيا في عام 1950؛ وتواجدوا في أنتيوكيا، توليما، سوماباز، ووادي مجدلينا الأوسط. تضافرت هذه المجموعات لشن هجوم على قاعدة بالانكويرو الجوية في 1 يناير 1953، على أمل استخدام الطائرات النفاثة لقصف بوغوتا وإجبار ديكتاتورية المحافظين على الاستقالة. اعتمد الهجوم تمامًا على عنصر المفاجأة لينجح، ولكن رُصد المتمردون من قِبل مراكز الحراسة وأطلقت عليهم الرشاشات بسرعة. كانت المحاولة فاشلة، لكنها أثارت الخوف في صفوف نخبة بوغوتا.

## النتيجة
سُرّحت معظم الجماعات المسلحة (التي سميت العصابات الليبرالية كمصطلح تحقير) خلال العفو الذي أعلنه الجنرال غوستافو روخاس بينيلا بعد توليه السلطة في 13 يونيو 1953. وقّع أبرز قادة العصابات غوادالوب سالسيدو وخوان دي لا كروز فاريلا على اتفاق 1953.
لم يستسلم بعض رجال العصابات للحكومة ونظموا عصابات إجرامية، ما تسبب في حدوث عمليات عسكرية مكثفة ضدهم في عام 1954. غير تيروفيجو وهو زعيم إحدى العصابات ميوله السياسية والأيديولوجية من كونه ليبراليًا إلى مناصر للشيوعية خلال هذه الفترة، وفي نهاية المطاف أصبح مؤسس القوات المسلحة الثورية الشيوعية في كولومبيا أو فارك (FARC).
أُزيل روجاس من السلطة في 10 مايو 1957. استُعيد الحكم المدني بعد أن وافق المحافظون والليبراليون المعتدلون بدعم من القطاعات المنشقة من الجيش على الاتحاد تحت ائتلاف من الحزبين والذي عرف باسم الجبهة الوطنية وحكومة ألبرتو ليراس كامارغو والتي تضمنت نظام تناوب للرئيس، وتقاسم السلطة في كل من مجلس الوزراء والمكاتب العامة.
أمر ليراس كامارجو في عام 1958 بإنشاء لجنة للتحقيق في أسباب لا فيولنسيا. ترأس اللجنة الأسقف جيرمان غوزمان كامبوس.
قُتل آخر زعماء العصابات في القتال ضد الجيش. توفي جاسينتو كروز اسما المعروف باسم سانجرينيجرا (الدم الأسود) في أبريل 1964 وإفراين جونزاليس في يونيو 1965.

## العواقب الإنسانية
بسبب السجلات الإحصائية غير المكتملة أو غير الموجودة، عُدّت القياسات الدقيقة للعواقب الإنسانية للا فيولنسا أمرًا مستحيلًا. وبرغم ذلك يقدر العلماء أن ما بين 200,000 و300,000 شخص قد ماتوا؛ أصيب 600,000 إلى 800,000، وتشرد حوالي مليون شخص. أثرت لا فيولنسا بشكل مباشر أو غير مباشر على 20٪ من السكان.
لم تكتسب لا فيولنسا اسمها بسبب عدد الأشخاص الذين تأثروا بها فقط؛ بل نسبة إلى الطريقة التي تمت بها معظم عمليات القتل والتشويه والتقطيع. أصبحت بعض أساليب الموت والتعذيب شائعة جدًا لدرجة أنها أعطيت أسماءً مثل (picar para tamal) والتي تضمنت قطع جسد شخص حي ببطء؛ أو (bocachiquiar) التي يُحدث فيها المئات من الثقوب الصغيرة حتى تنزف الضحية ببطء حتى الموت. يصف نورمان أ. بيلي المدير السابق للشؤون الاقتصادية الدولية في مجلس الأمن القومي للولايات المتحدة والرئيس الحالي لمعهد النمو الاقتصادي العالمي الأعمال الوحشية بإيجاز: "اختُرعت أشكال مبدعة من قطع الأطراف والرؤوس وأُعطيت أسماء مثل كورت دي ميكا، وكورت دي كورباتا (ويعرف أيضًا باسم ربطة العنق الكولومبية)، وأشكال أخرى عديدة. كانت عمليات الصلب والشنق معتادة، وأٌلقي السجناء السياسيون من الطائرات أثناء طيرانها، وطُعن الأطفال، واغتُصبت فتيات صغار بشكل جماعي مثل طفلتين في عمر الثامنة، وأُجهض الأطفال الذين لم يولدوا بعد عن طريق عملية قيصرية بدائية وأُبدلوا بديكة، وقُطعت الآذن وأُزيلت فروات الرأس. برغم أن العلماء والمؤرخين والمحللين قد ناقشوا مصدر هذا العصر الذي سيطرت عليه الاضطرابات، فلم يضعوا بعد تفسيرًا مقبولًا على نطاق واسع لسبب تصاعد العنف إلى هذا المستوى الملحوظ.